# Phtheochroa variolosana
Phtheochroa variolosana es una especie de polilla de la familia Tortricidae. 

## Distribución
Se encuentra en el oeste de Turquestán, Asia Central, Afganistán e Irán.